# Ісаскун Більбао
Ісаскун Більбао Барандіка (баск. Izaskun Bilbao Barandika нар.27 березня 1961) — баскський політик, Голова Парламенту Країни басків 2005-2009, депутат Європейського парламенту від БНП.

## Біографія
Народилась 27 березня 1961 року Бермео в сім'ї рибаків. Закінчила університет Деуство 1985 року (юрист) та Університет Країни Басків 2000 року (менеджмент).
23 травня 2005 року обрана Головою Парламенту Країни Басків. 3 квітня 2009 року покинула посаду та стала депутатом Європейського парламенту.